# Mick van Dijke
Mick van Dijke (Goes, 15 marzo 2000) è un ciclista su strada olandese che corre per il team Red Bull-Bora-Hansgrohe; è professionista dal 2021.

## Biografia
È il fratello gemello di Tim van Dijke, anch'egli ciclista.

## Palmarès
- 2021 (Jumbo-Visma Development Team, cinque vittorie)

Campionati olandesi, Prova a cronometro Under-23
4ª tappa Kreiz Breizh Elites (Guingamp > Rostrenen)
3ª tappa, 1ª semitappa Flanders Tomorrow Tour (Koksijde > Wulpen, cronometro)
3ª tappa, 2ª semitappa Flanders Tomorrow Tour (Handzame > Handzame)
Classifica generale Flanders Tomorrow Tour

### Altri successi
- 2020 (Jumbo-Visma Development Team, una vittoria)

1ª tappa Orlen Nations Grand Prix (Rzeszów > Rzeszów, cronosquadre)
- 2021 (Jumbo-Visma Development Team)

Grand Prix Vorarlberg
1ª tappa Kreiz Breizh Elites (Ploumagoar > Ploumagoar, cronosquadre)
Classifica giovani Kreiz Breizh Elites
2ª tappa Tour de l'Avenir (Laon > Laon, cronosquadre)
Classifica a punti Flanders Tomorrow Tour
Classifica giovani Giro di Croazia

## Piazzamenti

### Grandi Giri
- Tour de France

2025: 113º

### Classiche monumento
- Milano-Sanremo

2024: 119º
- Giro delle Fiandre

2022: 75º
2024: 42°
2025: 29º
- Parigi-Roubaix

2022: 104º
2024: 19º
2025: 18º

### Competizioni mondiali
- Campionati del mondo

Fiandre 2021 - Cronometro Under-23: 5º
Fiandre 2021 - In linea Under-23: 42º
Wollongong 2022 - Cronometro Under-23: 18º
Wollongong 2022 - In linea Under-23: non partito
Glasgow 2023 - In linea Elite: ritirato